# Cephalotes grandinosus
Cephalotes grandinosus é uma espécie de inseto do gênero Cephalotes, pertencente à família Formicidae.